# Earl Bathurst

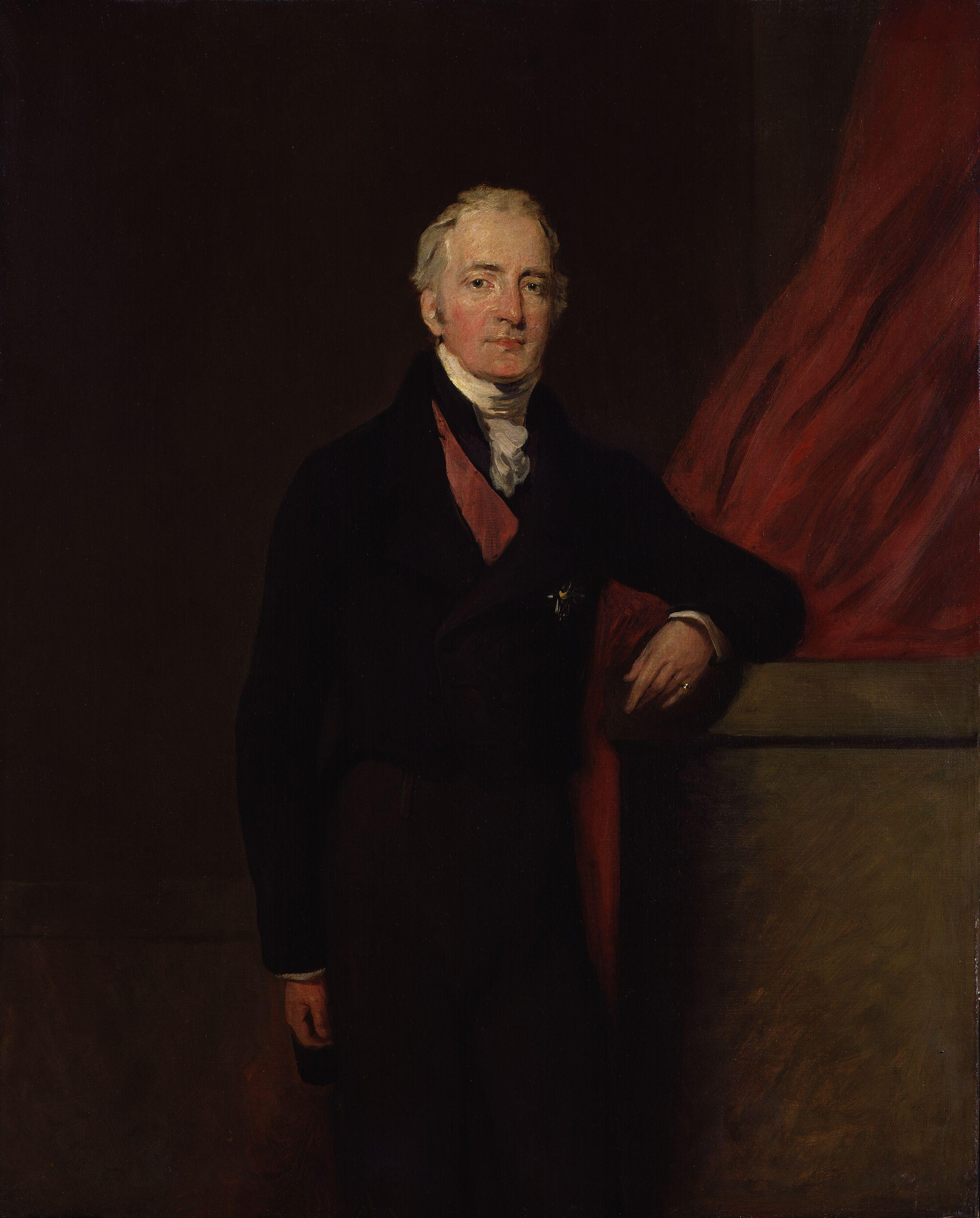
Henry Bathurst, 3. Earl Bathurst

Wappen der Earls Bathurst

Earl Bathurst, of Bathurst in the County of Sussex, ist ein erblicher britischer Adelstitel in der Peerage of Great Britain. 
Familiensitz der Earls ist Cirencester House bei Cirencester in Gloucestershire.

## Verleihung
Der Titel wurde am 27. August 1772 für Allen Bathurst, 1. Baron Bathurst, geschaffen. Dieser war Unterhausabgeordneter und stand in Opposition zu Sir Robert Walpole. Auch war er ein Mäzen vieler bedeutender Schriftsteller und Dichter wie Alexander Pope und Jonathan Swift. Bei seinem Stammsitz ließ er einen bedeutenden Landschaftsgarten anlegen.

## Nachgeordnete Titel
Der erste Earl Bathurst war bereits am 1. Januar 1712, also sechzig Jahre vor seiner Erhebung zum Earl, zum Baron Bathurst, of Battlesden in the County of Bedford, erhoben worden.
Der spätere zweite Earl wurde 1771, noch zu Lebzeiten seines Vaters, Lordkanzler. Zu diesem Zweck wurde er am 24. Januar 1771 zum Baron Apsley, of Apsley in the County of Sussex, erhoben. Beim Tod des ersten Earls wurde die Baronie zum nachgeordneten Titel der Earlswürde. Dieser Titel wird heute als Höflichkeitstitel vom jeweiligen Titelerben geführt.
Beide Baronien gehören ebenfalls zur Peerage of Great Britain.

## Liste der Earls Bathurst (1772)
- Allen Bathurst, 1. Earl Bathurst (1684–1775)
- Henry Bathurst, 2. Earl Bathurst (1714–1794), (1771 zum Baron Apsley erhoben)
- Henry Bathurst, 3. Earl Bathurst (1762–1834)
- Henry George Bathurst, 4. Earl Bathurst (1790–1866)
- William Lennox Bathurst, 5. Earl Bathurst (1791–1878)
- Allen Alexander Bathurst, 6. Earl Bathurst (1832–1892)
- Seymour Henry Bathurst, 7. Earl Bathurst (1864–1943)
- Henry Allen John Bathurst, 8. Earl Bathurst (1927–2011)
- Allen Christopher Bertram Bathurst, 9. Earl Bathurst (* 1961)

Titelerbe (Heir apparent) ist der Sohn des jetzigen Earls, Benjamin George Henry Bathurst, Baron Apsley (* 1990).